# Sesto San Giovanni
Sesto San Giovanni je italské město v oblasti Lombardie. Název Sesto – šestý pochází od toho, že město leželo na šesté míli antické cesty z Milána. Město je v Itálii známé jako Stalingrad Itálie, protože mu trvale vládne středolevá administrativa.

## Vývoj počtu obyvatel
Počet obyvatel

## Partnerská města
- Langenstein, Rakousko
- Saint-Denis, Francie
- Zlin, Česko